# Ugo Pellis
Ugo Pellis (* 9. Oktober 1882 in Fiumicello; † 17. Juli 1943 in Gorizia) war ein italienischer Romanist, Dialektologe und Fotograf.

## Leben und Werk
Pellis studierte bei Theodor Gartner an der Universität Innsbruck und war Gymnasiallehrer für Deutsch in Capodistria und Triest. Er gehörte 1919 zu den Gründungsmitgliedern der Società Filologica Friulana (Philologische Gesellschaft des Friaul) und war von 1920 bis 1923 ihr Vorsitzender.
1925 wurde er beurlaubt und übernahm bis 1942 die Funktion des alleinigen dialektologischen Explorators in der Feldforschung zur Vorbereitung des mit Matteo Giulio Bartoli geplanten Italienischen Sprachatlas. Er hinterließ umfangreiche Materialien einschließlich einer gleichzeitig erstellten Fotosammlung (Fondo Fotografico Pellis). Der von Pellis benutzte Fragebogen wurde von 1971 bis 1981 in 5 Bänden herausgegeben, der darauf aufbauende Sprachatlas Atlante linguistico italiano erscheint seit 1995 (bisher acht Bände).
Die Zeitschrift Ce fastu? der Società Filologica Friulana widmete Pellis 1943 eine Gedenkschrift.

## Werke

### Eigene Werke
- (mit Emilio Bidoli) Deutsches Lehr- und Lesebuch für nichtdeutsche Mittelschulen, Wien 1918
- Dischi dialettali d'una zona marginale, Udine 1931
- (mit Emilio Bidoli) Nuovo manuale di lingua tedesca, Turin 1936; Corso di lingua tedesca, hrsg. von Margherita Vidoli Böhm, Turin 1955
- Scritti friulani scelti, hrsg. von Gianfranco d'Aronco, Udine 1955

### Postume Auswertung seiner Materialien
- Saggio di un atlante linguistico della Sardegna in base ai rilievi di Ugo Pellis, hrsg. von Benvenuto Terracini und Temistocle Franceschi, 2 Bde., Turin 1964
- Questionario dell’Atlante linguistico italiano. Ed. definitiva sul testo originario di M. Bartoli e U. Pellis, hrsg. von A. Genre, S. Campagna und L. Massobrio, 5 Bde., Turin 1971–1981
- Atlante linguistico italiano, bisher 8 Bde., Turin 1995 – Rom 2011